# Дольцаго
Дольцаго, Дольцаґо (італ. Dolzago) — муніципалітет в Італії, у регіоні Ломбардія, провінція Лекко.
Дольцаго розташоване на відстані близько 500 км на північний захід від Рима, 36 км на північ від Мілана, 11 км на південний захід від Лекко.
Населення — 2428 осіб (2014).

## Демографія
Населення за роками:

Станом на 1 січня 2023 року в муніципалітеті офіційно проживало 157 іноземців з 24 країн, серед них 16 громадян країн Євросоюзу та 6 громадян України.

## Сусідні муніципалітети
- Барцаго
- Кастелло-ді-Бріанца
- Колле-Бріанца
- Елло
- Оджоно
- Сіроне